# Ocean Heights 1
Ocean Heights 1 – wieżowiec budowany w Dubaju w Zjednoczonych Emiratach Arabskich. Budynek będzie miał 310 m wysokości i 82 piętra. Budynek jest częścią kompleksu mieszkalnego Ocean Heights, który ma znajdować się w Dubai Marina.